# Polycentropus colei
Polycentropus colei là một loài Trichoptera trong họ Polycentropodidae. Chúng phân bố ở miền Tân bắc.